# 格拉维尼
格拉维尼（法語：Gravigny，法語發音：[ɡʁaviɲi]），法国西北部城市，诺曼底大区厄尔省的一个市镇，隶属于埃夫勒区，其市镇面积为9.98平方公里，2022年1月1日时人口数量为4,016人，在法国城市中排名第2,798位。
格拉维尼位于厄尔省中部，省会埃夫勒市区东北侧，伊通河畔，是埃夫勒的一个近郊卫星城。

## 地名来源

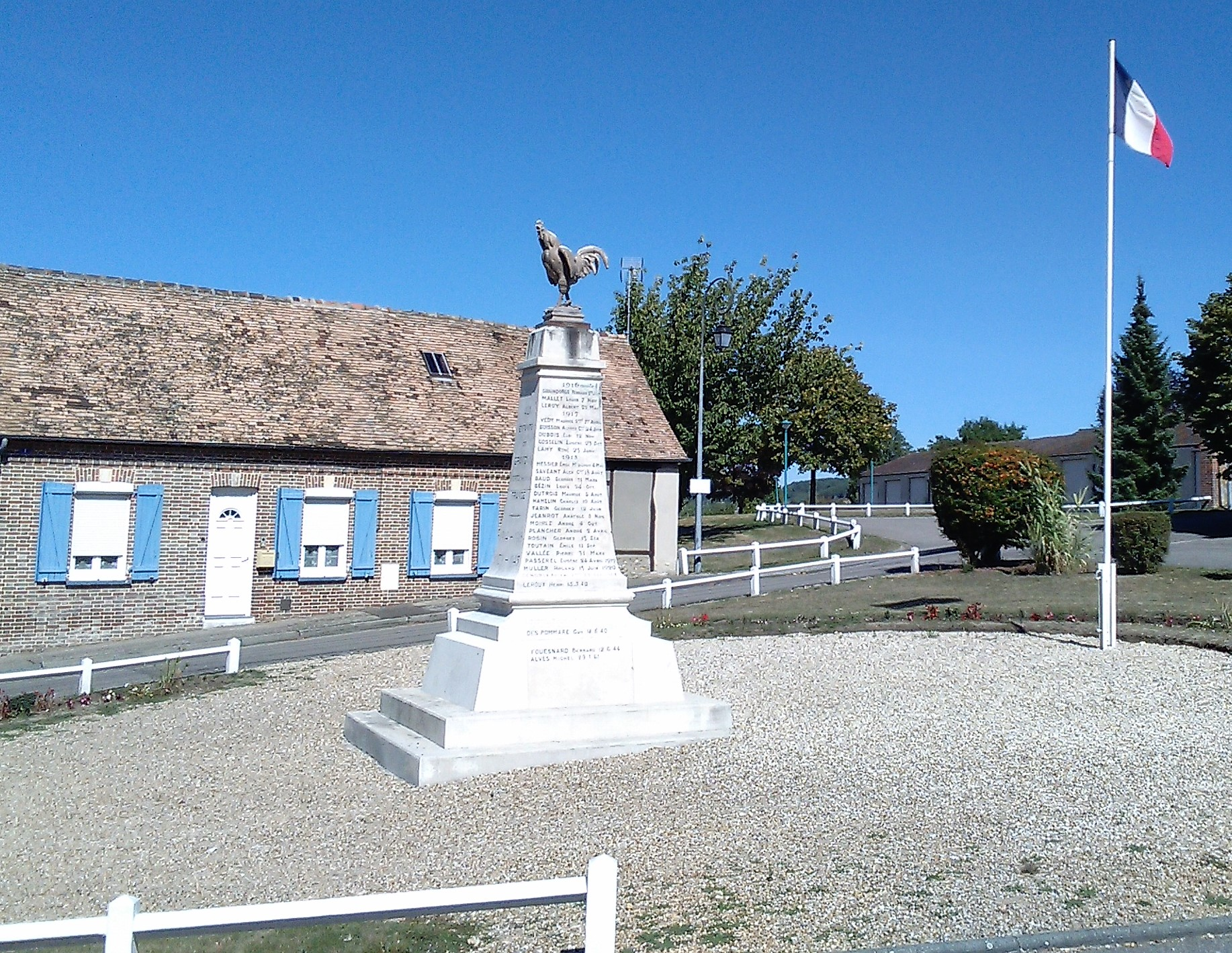
烈士纪念碑

根据当地官方网站的论述，“Gravigny”一名最初于公元1030年以“Gravengnei”的形式被记载于一份宗教宪章内，其含义及来源尚有待考证。

## 历史
格拉维尼的早期历史尚不清楚。公元12世纪初，埃夫勒的道士在格拉维尼境内创建圣尼古拉麻风病疗养院，此后其附近逐渐形成聚落。法国大革命后，格拉维尼成为厄尔省的一个市镇。第二次世界大战期间，格拉维尼所处地区被纳粹德军占领，盟军曾于1944年发动对埃夫勒地区的猛烈轰炸，造成格拉维尼境内多名平民遇难。二战后，得益于埃夫勒的城市扩张，格拉维尼的人口数量有所增加，当地新建了多处居民区。

## 地理

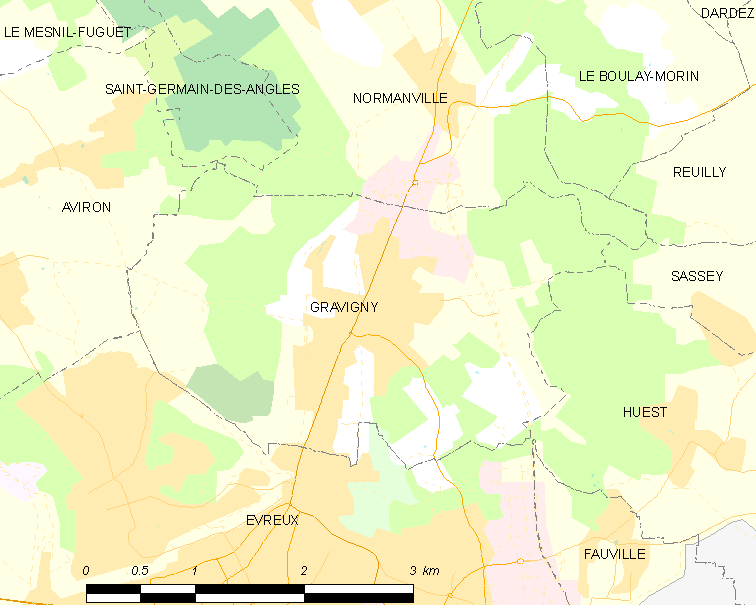
格拉维尼市镇范围地图

格拉维尼位于法国中北部偏西，诺曼底大区东南部和厄尔省中部，距离省会埃夫勒大约3公里。与格拉维尼接壤的市镇包括：阿维龙、埃夫勒、于埃、诺芒维尔、圣日耳曼德桑格勒和勒梅尼勒菲盖。

### 地形
格拉维尼位于讷堡乡村东南部，境内以浅丘为主，市镇中心位于一处地势较为平坦的河谷地带，东西两侧为地势较高的坡地，全境海拔在51到138米之间。

### 水文
伊通河自南向北流经格拉维尼市区，其城市区域主要分布于河流上游左岸和下游右岸。

### 植被
格拉维尼属于温带阔叶混交林区，林地多分布于河流附近及坡地地带，市区西北部为格拉维尼森林（Forêt de Gravigny）。
在鲜花城市的评比中，格拉维尼暂未被评级。

### 气候
格拉维尼在柯本气候分类法中属于温带海洋性气候（Cfb）。

## 行政区划
格拉维尼的市镇编号为27299，邮政编号为27930。
在行政管理方面，格拉维尼隶属于法国诺曼底大区厄尔省埃夫勒区；在地方选举方面，格拉维尼隶属于埃夫勒第二县，其市镇范围全境被划入厄尔省第二选区；在社会管理方面，格拉维尼是埃夫勒-诺曼底门城市圈公共社区的组成部分。
截至2024年10月，格拉维尼市镇范围内暂无任何城市敏感街区及城市政策优先街区。
法国国家统计与经济研究所（简称“INSEE”）在进行数据统计时，将格拉维尼及相邻的另外三个市镇设为埃夫勒城市核心区，并将包括核心区在内的周边共88个市镇划为埃夫勒城市区。自2020年起，埃夫勒城市区被包含108个市镇的埃夫勒城市辐射区代替。此外，INSEE还将格拉维尼市镇整体看作一个“块区”（IRIS），以便于统计人口分布情况。

## 交通

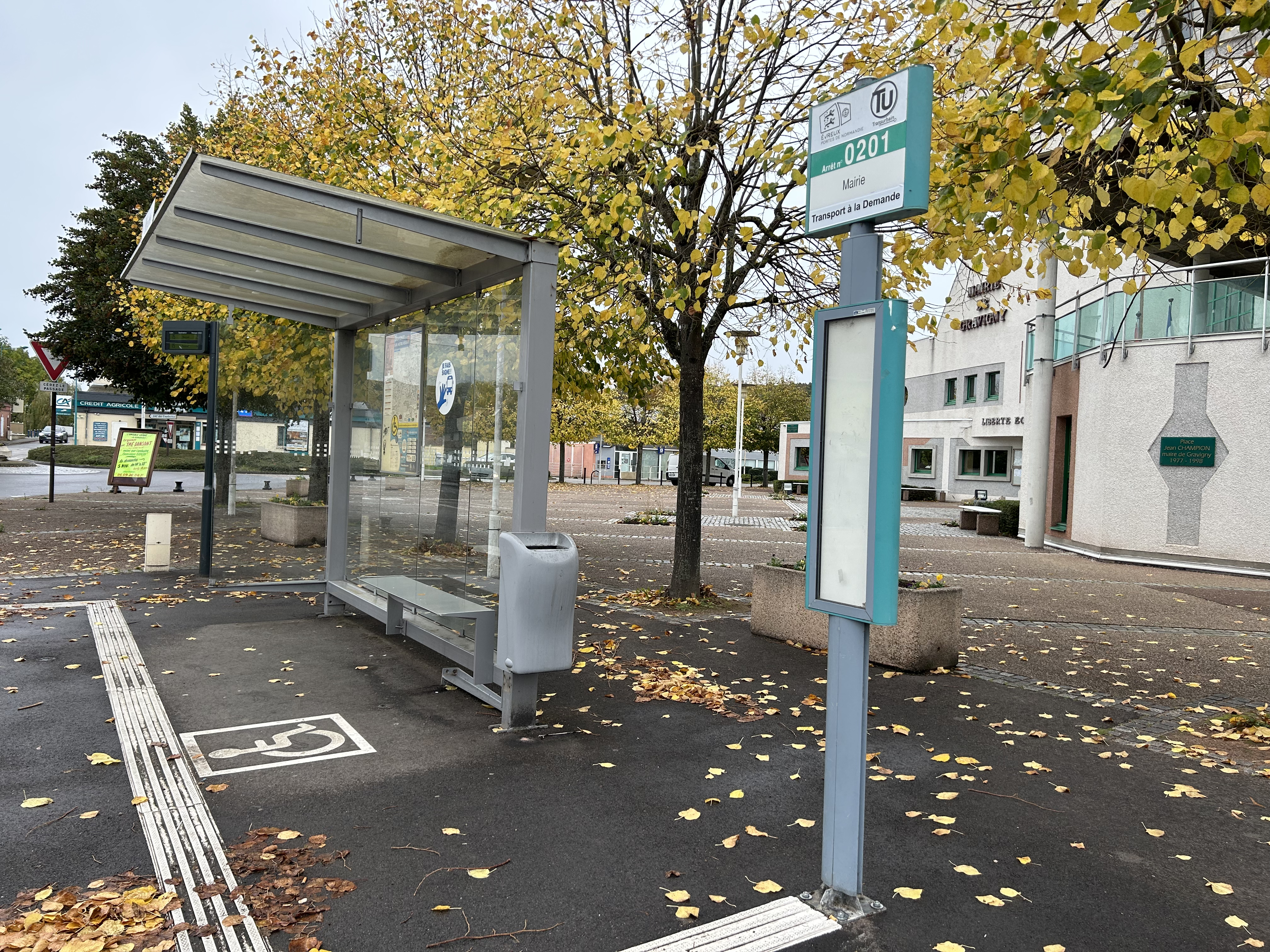
一处巴士停靠站

### 公路
法国国道N154线经过格拉维尼市镇范围东部，另有厄尔省省道D155线纵贯格拉维尼镇中心。诺曼底大区公共交通（商业名称为“NOMAD”）下属的城际客运216线经停格拉维尼，可通往鲁昂、卢维耶等地。
2021年，81.3%的格拉维尼家庭拥有至少一辆私人汽车。2022年，格拉维尼境内共发生各类交通事故15起，造成18人受伤。
| 17 | 18 |

| 埃夫勒 | 3 |

| 卢维耶 | 22 |

| 欧特伊-欧图耶 | 12 |

### 铁路
距离格拉维尼最近的运营中的客运铁路车站为3.9公里外的埃夫勒诺曼底站，该停靠往返于巴黎和卡昂之间的区域列车。

### 航空
格拉维尼距离巴黎戴高乐机场的公路里程大约119公里。

### 城市公共交通
格拉维尼是埃夫勒城市公共交通（商业名称为“Transurbain”）的服务覆盖范围。截至2024年10月，该系统共包括10条城市常规公交线路，其中公交T5线经过格拉维尼市区。

## 政治

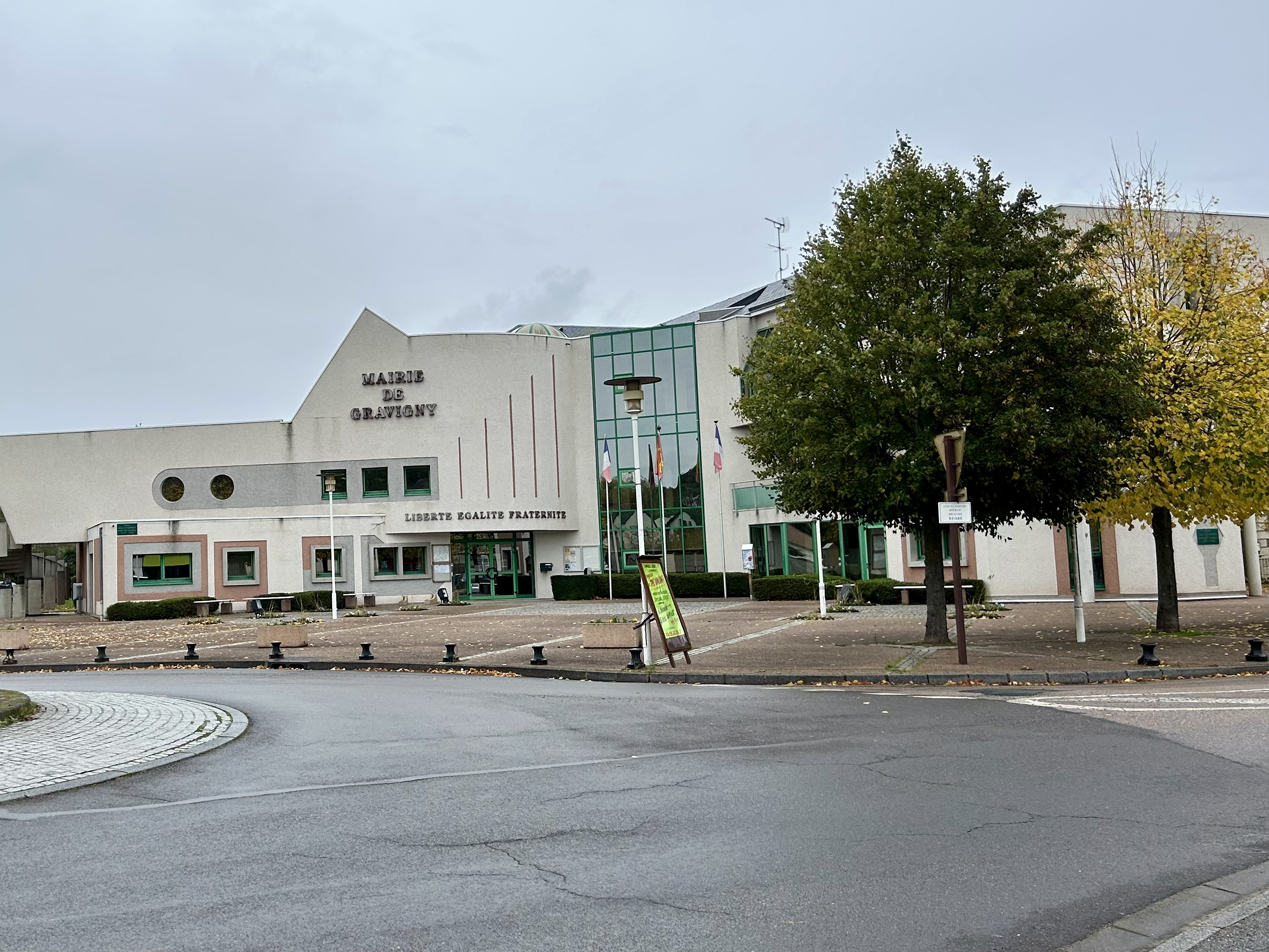
格拉维尼市政厅

格拉维尼的现任市长为迪迪埃·克勒托先生（Didier CRETOT），他是一名左翼无党派人士，在2020年的市政选举中获得了56.99%的支持率。
在2022年的法国总统大选的第二轮选举中，法国第25任总统埃马纽埃尔·马克龙在格拉维尼获得了51.97%的支持率。

## 人口
2021年，格拉维尼市镇人口数量为4,005，在法国排名第2,798位。其中男性1,886人，女性2,119人，75岁及以上人口占7.7%，外籍人口数量为164人，人口密度为401人/平方公里，当地居民被称为（男性）或（女性）。2022年，格拉维尼境内出生41人，死亡人口42人。
| 格拉维尼1901年－2021年人口变化情况 |
|                                    |
| 数据来源：Cassini、INSEE           |

## 经济
截至2024年10月，格拉维尼市镇范围内共有各类用人单位（包含自雇）465家，平均历史为16年，其中98.59%为中小型企业（PME），2024年8月至10月间，当地的经济活力指数为0。（小型汽车维修）、（电气零件制造）及（电子设备制造）是当地2022年已公布营业额最高的三个企业，分别为8,413,544欧元、7,281,027欧元和3,590,873欧元。

## 财政与居民收入
2022年，格拉维尼的财政收入总额为3,499,740欧元，财政支出总额为3,070,820欧元，当年的债务总额为2,718,120欧元。2022年，格拉维尼市镇通过增值税获得46,200欧元的收入，此外当地还共获得了108,320欧元的国家直接财政补助。
| 格拉维尼居民收入情况                             | 格拉维尼居民收入情况 | 格拉维尼居民收入情况  | 格拉维尼居民收入情况 |
| 内容                                             | 格拉维尼             | 法国                  | 统计年份             |
| ------------------------------------------------ | -------------------- | --------------------- | -------------------- |
| 征税家庭总数                                     | 1,896                | 1,081（法国市镇平均） | 2022年               |
| 居民平均月收入                                   | 2,127欧元            | 2,435欧元             | 2022年               |
| 高级职员人均月收入                               | 3,618欧元            | 4,331欧元             | 2021年               |
| 中级职员人均月收入                               | 2,517欧元            | 2,470欧元             | 2021年               |
| 普通职员人均月收入                               | 1,725欧元            | 1,801欧元             | 2021年               |
| 贫困率                                           | 14%                  | 14.5%                 | 2020年               |
| 青壮年（15至64岁）失业率                         | 14.2%                | 7.4%                  | 2020年               |
| 征税家庭数量占比                                 | 41.6%                | 45.5%                 | 2020年               |
| 家庭年均纳税                                     | 2,246欧元            | 4,393欧元             | 2022年               |
| 资料来源：INSEE、L'Internaute、Le Journal du Net |                      |                       |                      |

## 社会事务

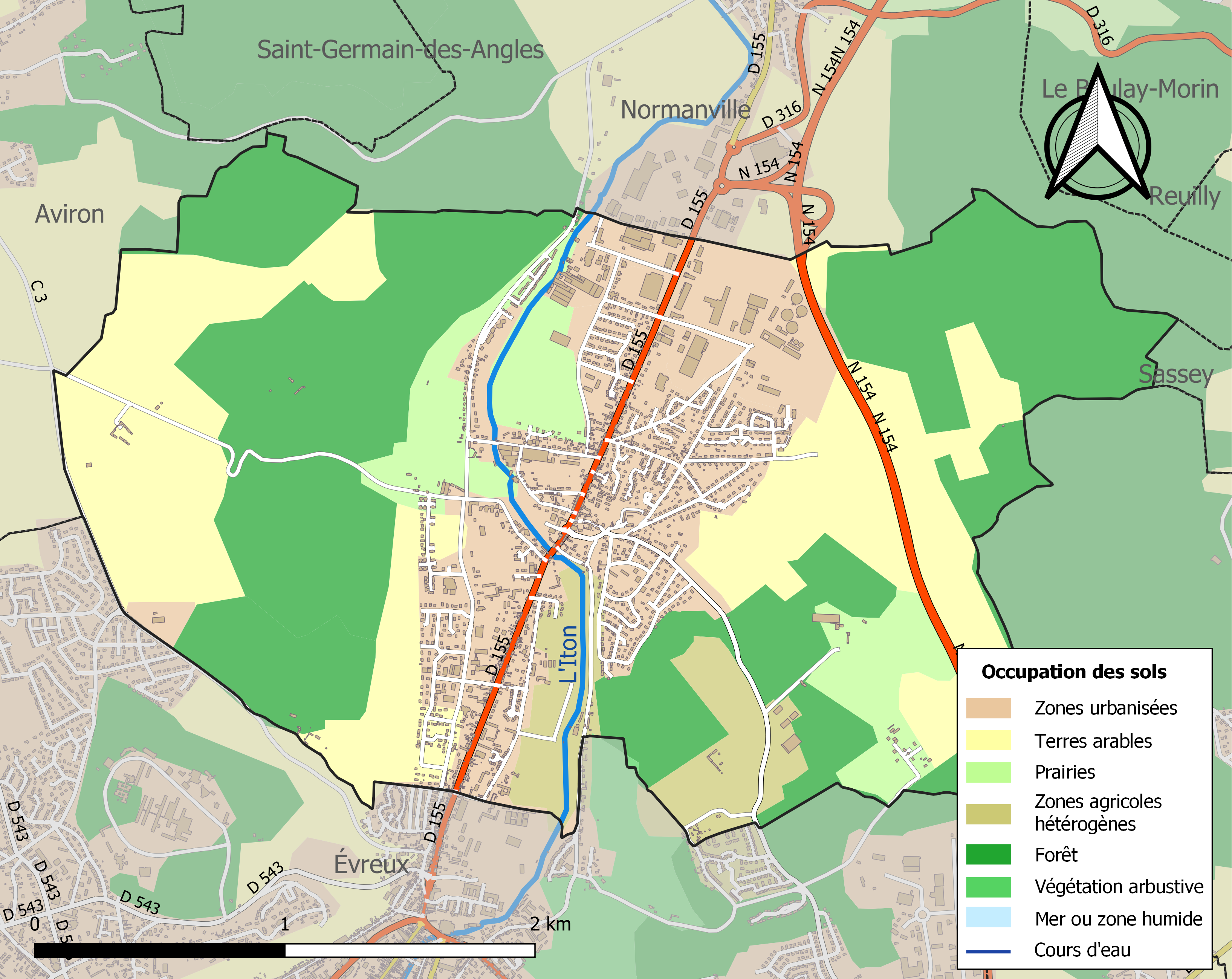
格拉维尼土地利用情况地图

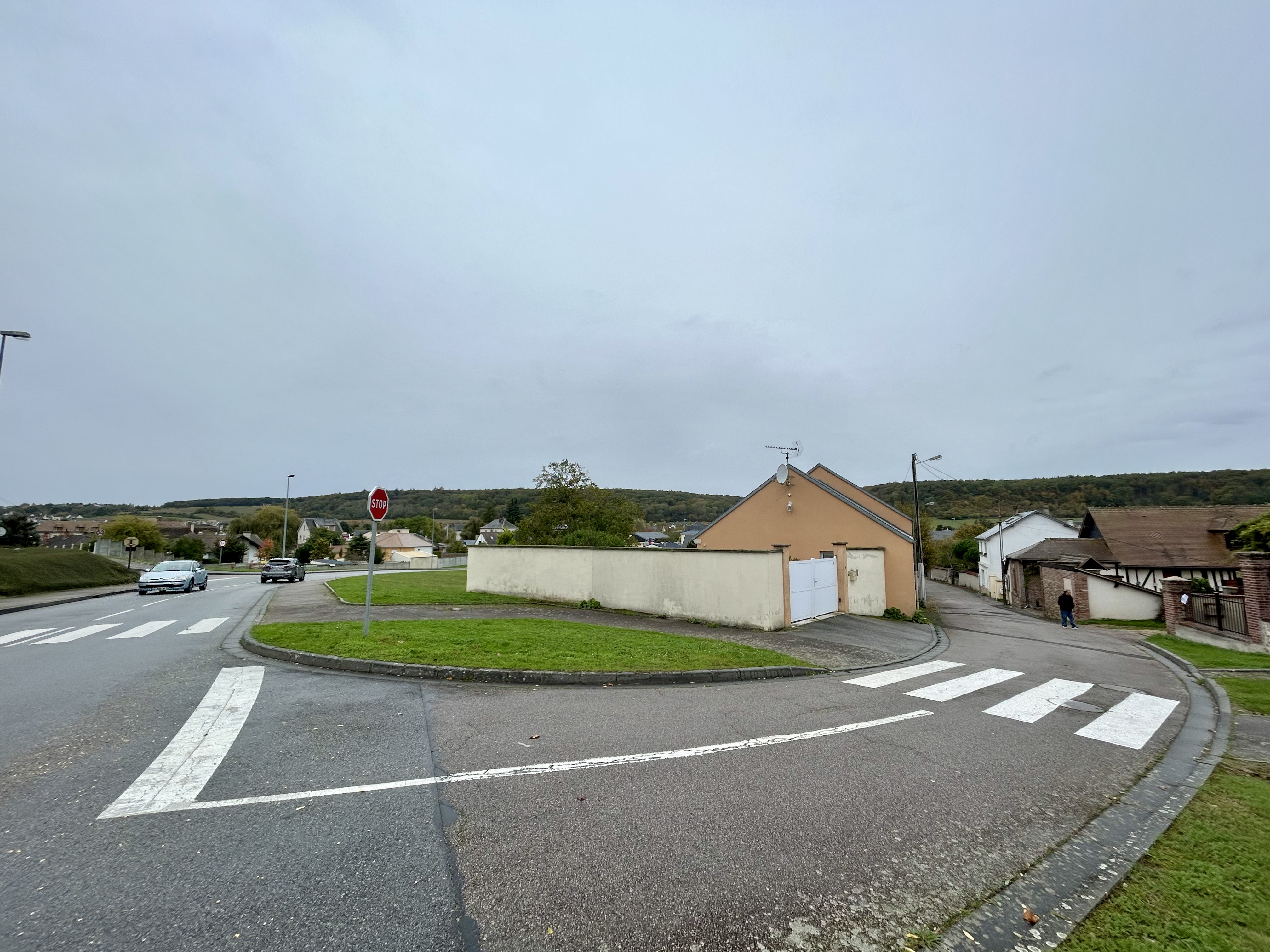
和平街口

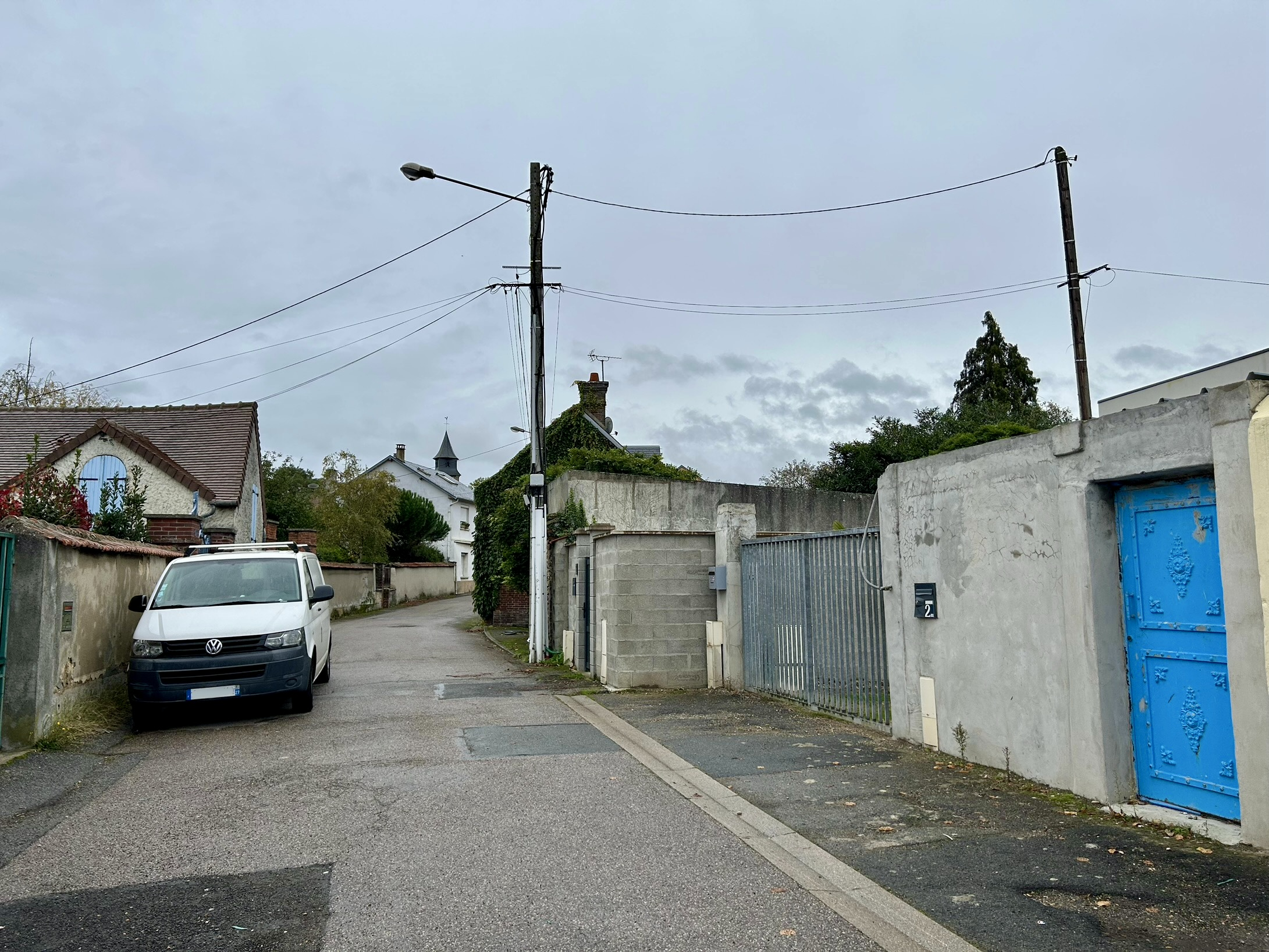
1944年8月23日街

### 教育
格拉维尼属于诺曼底学区。截至2023年1月1日，格拉维尼境内共有1所小学和1所初级中学。2022至2023学年度，格拉维尼境内共有在校中等教育阶段学生703名。

### 医疗
截至2023年1月1日，格拉维尼境内共有全科医生1名、保健师5名和护士7名。境内共有药房1家。
距离格拉维尼最近的区域性医疗机构为厄尔-塞纳中心医院，其主病区医院位于埃夫勒市区西北部，距离格拉维尼市区的正常车程大约11分钟，该院设有床位932个，是厄尔省境内规模最大的公立综合性医院。

### 住房
2021年，格拉维尼境内共有各类住房2,077套，其中62.5%为独立式住宅，37.3%为集中式住宅。常住房屋占格拉维尼市镇范围内居民建筑总量的91.9%。
在住房保障政策方面，2023年，格拉维尼境内共有850户家庭获得了家庭津贴补助，受益人数占总人口数量的21.2%，其中355份为房租补助。

### 商业
2021年，格拉维尼境内共有各类实体商铺106家，其中餐厅16家、大型超市2家、杂货店3家、面包房6家、肉铺2家、银行门店2家、美容美发店4家、汽车维修店16家。格拉维尼北部建有NOZ和Lidl超市。

### 体育
2023年，格拉维尼境内共有2间体育馆、1座综合体育场、1处网球场、1处足球或橄榄球场以及1处篮球或排球场。
截至2024年10月，格拉维尼体育会（US Gravigny，编号508655）是格拉维尼境内唯一的一家注册足球俱乐部，成立于1947年，其主队2024至2025赛季参加厄尔省足球联赛丙组（法国第十一级别），其主场为市政球场（Stade Municipal）。

### 环境
格拉维尼的环境事务由其所属的埃夫勒-诺曼底门城市圈公共社区联合各级政府协调负责。2021年，格拉维尼境内共有2家污染企业。

### 治安
格拉维尼及其附近的共两个市镇是埃夫勒警区（zone police d'Evreux）的管辖范围。2020年，该警区累计记录各类案件3,514起，其中盗窃类案件1,479起，经济类案件513起，毒品交易类案件333起。

## 文化

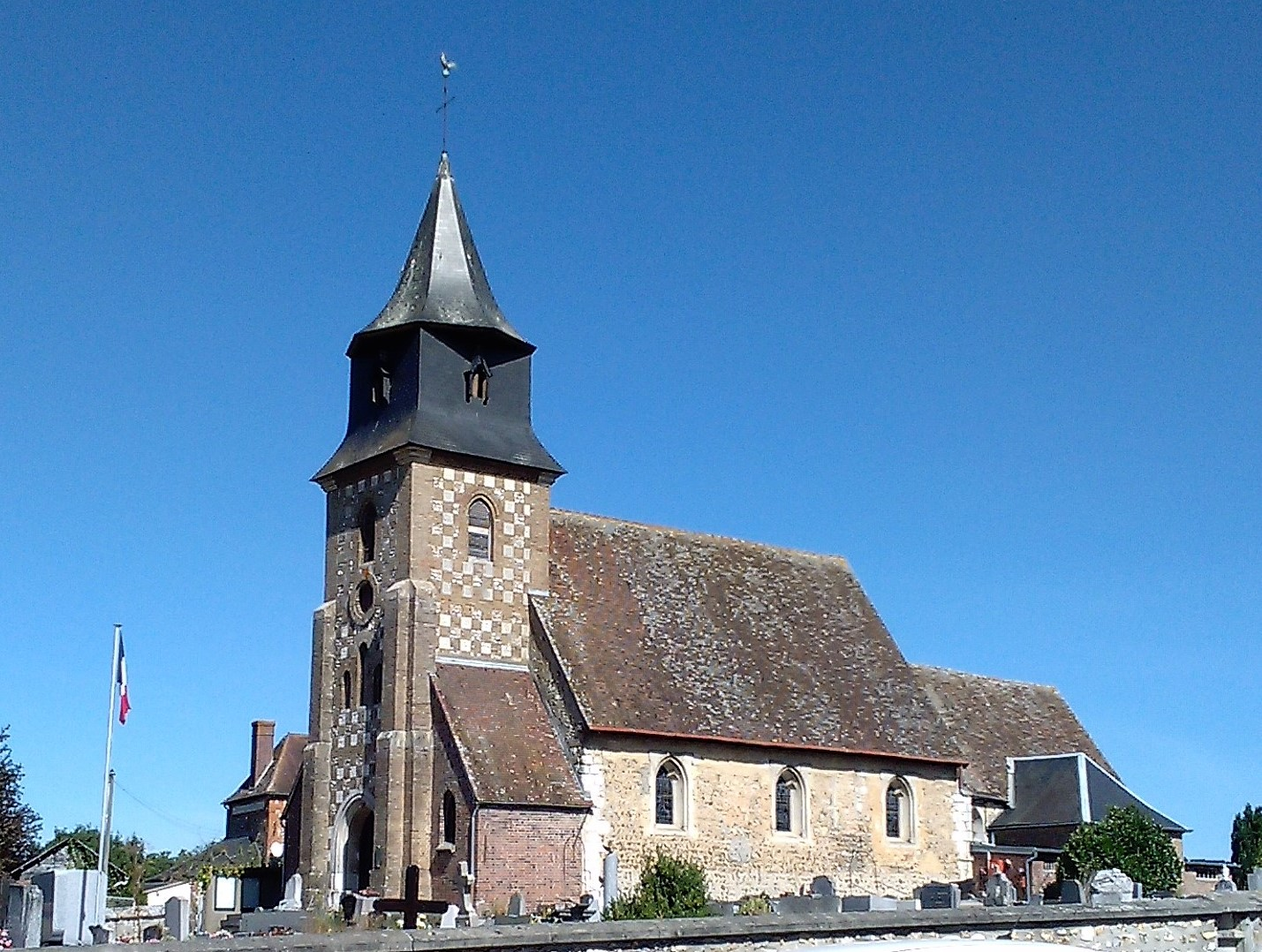
圣叙尔皮斯教堂

2021年，格拉维尼境内暂无任何文化设施。格拉维尼境内建有读书休息市政图书馆（Médiathèque municipale Pause Lecture），每周三、五、六向公众开放。

### 建筑
格拉维尼境内有多处历史建筑，其中圣尼古拉麻风病疗养院为法国国家文物保护单位，此外镇中心的圣叙尔皮斯教堂（Église Saint-Sulpice de Gravigny）是当地的地标性建筑物。

### 旅游
格拉维尼的旅游事务由其所属的埃夫勒-诺曼底门城市圈公共社区联合各级政府协调负责。2024年，格拉维尼境内暂无任何游客接待设施。

### 媒体
法国主要的媒体均可在格拉维尼接收，法国电视三台下属的诺曼底大区频道在部分时段播出格拉维尼所在厄尔省的地方新闻。蓝色法兰西鲁昂诺曼底广播、Sweet广播、《厄尔省邮报》等是当地主要的地方性媒体。

## 友好城市
截至2024年10月，格拉维尼暂未建立任何友好城市关系。